# Балчешти (Белиш)
Балчешти (рум. Bălcești) насеље је у Румунији у округу Клуж у општини Белиш. Oпштина се налази на надморској висини од 1151 m.

## Становништво
Према подацима из 2002. године у насељу је живело 150 становника, од којих су сви румунске националности.